# Esparta (Turquia)
Esparta (em turco: Isparta), no passado também conhecida como Izbarta, é uma cidade e distrito do centro-sudoeste da Turquia, capital da província homónima, que faz parte da região do Mediterrâneo. O distrito tem 773 km² de área e em dezembro de 2021 tinha 266 982 habitantes (densidade: 345,4 hab./km²), dos quais 245 784 na cidade.
É conhecida como "Cidade das Rosas". Durante o período romano-bizantino foi conhecida como Baris da Pisídia.